# Jewhen Schachow (Fußballspieler, 1962)
Jewhen Schachow (ukrainisch Евген Шахов, russisch Евгений Сергеевич Шахов, engl. Transkription: Yevhen Shakhov; * 6. Juli 1962 in Saporischschja, Ukrainische SSR, Sowjetunion) ist ein ehemaliger sowjetisch-ukrainischer Fußballspieler und heutiger -trainer.

## Karriere
Über die Vereine Metalurh Saporischschja, SKA Odessa und Dnipro Dnipropetrowsk kam Jewgeni Schachow im Dezember 1989 in die Fußball-Bundesliga zum 1. FC Kaiserslautern als Hoffnungsträger im Abstiegskampf. Die Erwartungen konnte er jedoch nicht erfüllen und ging nach fünf Spielen ohne Torerfolg wieder zurück nach Dnipropetrowsk. Anschließend spielte er noch für verschiedene Vereine in Israel. Dort begann auch seine Trainerkarriere. 2005 kehrte er wieder in die Ukraine zurück. Seit 2008 ist er Co-Trainer bei Dnipro Dnipropetrowsk.
Sein Sohn Jewhen ist ebenfalls Fußballprofi.